# Sant Joan de Graus
Sant Joan de Graus és una gran partida rural del terme municipal de Conca de Dalt, a l'antic terme de Toralla i Serradell, al Pallars Jussà, en territori intermedi entre els pobles d'Erinyà i Serradell.
Està situat al vessant sud-est de les Roques de Carbes, a la zona oriental del Serrat del Ban. És al nord-est de Serradell i al nord-oest d'Erinyà. És just al nord de l'Alzinar.